# Cutlass
Cutlass é um filme curta-metragem escrito e dirigido por Kate Hudson.

## Sinopse
O filme conta a história de uma garota (Dakota Fanning) que pede à mãe um violão.
A mãe por sua vez relembra quase a mesma situação que passou em sua adolescência, quando pediu um carro para o pai.

## Elenco
- Virginia Madsen como Robin
- Dakota Fanning como Lacya
- Kristen Stewart como Robin jovem
- Kurt Russell como Dad
- Sarah Roemer como Eve
- Brian Hooks como Leroy, o mecânico
- Chevy Chase como Stan
- Ethan Suplee como Bruce
- Steve Jones como Jonesy